# Eutrichota tarsata
Eutrichota tarsata är en tvåvingeart som först beskrevs av Wulp 1867.  Eutrichota tarsata ingår i släktet Eutrichota och familjen blomsterflugor. Inga underarter finns listade i Catalogue of Life.